# مریلین منسون
برایان هیو وارنر (انگلیسی: Brian Hugh Warner؛ زادهٔ ۵ ژانویهٔ ۱۹۶۹) که با نام مریلین منسون شناخته می‌شود، موسیقی‌دان راک آمریکایی است. او خوانندهٔ اصلی و تنها عضو دائمی گروهی با نام خودش است که آن را در سال ۱۹۸۹ تشکیل داد. نام هنری اعضای گروه در ابتدا با ترکیب و کنار هم قرار دادن نام دو نماد فرهنگی آمریکایی متضاد شکل گرفت؛ نام خود خواننده برگرفته از بازیگر مریلین مونرو و مجرم چارلز منسون است.
در دههٔ ۱۹۹۰، این گروه آلبوم‌های پرتره یک خانواده آمریکایی (۱۹۹۴)، دجال ابرستاره (۱۹۹۶) و حیوانات مکانیکی (۱۹۹۸) را منتشر کرد که شامل تک‌آهنگ‌های موفقی مانند «مردم زیبا» بود. آلبوم سال ۲۰۰۰ گروه جنگل مقدس (در سایه دره مرگ) پاسخی مستقیم به رسانه‌های جریان اصلی است که به دروغ منسون را به دلیل تأثیرگذاری بر عاملان کشتار دبیرستان کلمباین سرزنش کردند. او را یکی از جنجالی‌ترین چهره‌های موسیقی هوی متال می‌دانند. علاوه بر کشتار دبیرستان کلمباین، اشعار او از سوی سیاستمداران آمریکایی مورد انتقاد و در جلسات کنگره مورد بررسی قرار گرفته است، به طوری که چندین ایالت در آمریکا قوانینی را وضع کردند که به‌طور خاص گروهش را از اجرای برنامه در سالن‌های دولتی منع می‌کند. نقاشی‌ها و فیلم‌های او به‌عنوان مدرک در دادگاه قتل حضور داشته و او متهم به الهام‌بخشیدن به چندین قتل دیگر و تیراندازی در مدرسه شده است.
تنها در ایالات متحده، سه تا از آلبوم‌های گروه موفق به کسب گواهی‌نامه پلاتین شدند، و دو آلبوم آن‌ها در صدر جدول فروش آمریکا قرار گرفته است. منسون در فهرست «۱۰۰ خواننده برتر هوی متال» از سوی نشریهٔ هیت پاردر در رتبه ۴۴ قرار گرفته است و همراه با گروهش، نامزد چهار جایزه گرمی شده است. منسون در سال ۲۰۲۱ برای همکاری با کانیه وست در آلبوم  Donda نامزد یک گرمی دیگر شد. منسون نخستین فیلم خود را به‌عنوان بازیگر در  بزرگراه گمشده (۱۹۹۷) اثر دیوید لینچ بازی کرد و از آن زمان در نقش‌های کوتاه و حضور افتخاری ظاهر شده است. در سال ۲۰۰۲، اولین نمایشگاه هنری او در مرکز نمایشگاه‌های معاصر لس آنجلس برگزار شد.
در سال ۲۰۲۱، ایوان ریچل وود، شریک زندگی سابقش، منسون را به آزار روانی و جنسی متهم کرد؛ منسون این اتهامات را رد کرد. زنان دیگری نیز با اتهامات مشابهی دنبال کردند و پنج زن از او در دادگاه مدنی شکایت کردند. یکی از این دعاوی پس از انصراف متهم از ادعای خود منتفی شد؛ این متهم گفتهٔ که وود او را تحت فشار قرار داده بود تا اتهامات نادرستی علیه منسون مطرح کند. منسون از وود به دلیل افترا شکایت کرد. تحقیقات جنایی چهار ساله در مورد اتهامات سوء استفاده از سوی اداره کلانتری شهرستان لس آنجلس در سال ۲۰۲۵ به پایان رسید که به دلیل کمبود شواهد، هیچ اتهامی علیه منسون مطرح نشد.

## نام
«مریلین منسون» ترکیبی از نام‌های مریلین مونرو و چارلز منسون است. مریلین مونرو مدل و بازیگر آمریکایی به عنوان محبوب‌ترین نماد جذابیتِ دههٔ ۱۹۵۰ در آمریکا شناخته می‌شود؛ در حالی که چارلز منسون قاتلِ یک مدل و بازیگر محبوب به نام شارون تیت و رهبر یک فرقه‌ی آدم‌کش آمریکایی بود و در سلسله قتل‌های فرقه‌ای دیگری نیز دست داشت. این نام‌گذاریِ پارادوکسیکال در درک آثار او کمک‌کننده است.

## باورها
انتان لاوی بنیان‌گذار شیطان‌گرایی لاویایی از دوستان مریلین منسون بود. منسون با لاوی در کلیسای شیطان ملاقات کرد و حتی به مقام کاهنی نیز دست یافت و نامش پیشوند رِورِند گرفت. بسیاری از ترانه‌های منسون نیز تحت تأثیر مکتب فکری لاوی هستند. حدود ۳۰ خالکوبیِ معنی دار بر روی بدن منسون وجود دارد که اکثر آن‌ها به شیطان‌گرایی اشاره می‌کنند؛ مانند سیگیل بافومت (ستاره پنج‌پر وارونه با سرِ بُز) بر بازوی چپ و نماد شیطان‌پرستی خداباورانه بر پشت دست چپ.

## اوایل زندگی
منسون در کانتون، اوهایو زاده شده است. او تنها فرزند هیو انگس وارنر
و باربارا وا است و تبار آلمانی و لهستانی دارد. خود منسون گفته است که خانواده مادرش آپالاشیایی هستند و تبار سرخ‌پوست و سویی دارند.
پدر منسون پیش از به دنیا آمدن او در جنگ ویتنام سرباز بود. طبق گفتهٔ خودش، منسون کودکی سختی داشته است؛ رابطه‌اش با مادرش خوب نبوده است و همسالان او فکر می‌کرده‌اند که او همجنس‌گرا است. مادر او در اواخر عمرش آلزایمر گرفت و در سال ۲۰۱۴ درگذشت. او پس از مرگ مادرش در مصاحبه‌ای گفت که با وجود کودکی و نوجوانی پرتنشی که داشته است، در اواخر عمرِ مادرش با او صلح کرده است. پدر او نیز در سال ۲۰۱۷ درگذشت. منسون همچنین بیان کرده است که پدربزرگش به حیوان‌خواهی متهم بوده است.

## حرفه موسیقی
مریلین منسون و دیزی برکویتز در سال ۱۹۸۹ گروه موسیقی مریلین منسون و اسپوکی کیدز را پس از گفتگویی در فورت لادردیل بنیان گذاشتند. اسم این گروه بعدها کوتاه شد و به مریلین منسون تغییر کرد.
با اینکه بسیاری از رسانه‌ها موسیقی منسون را شاک راک می‌نامند، خود منسون این اصطلاح را نمی‌پسندد و ترجیح می‌دهد آن را با واژهٔ راک اند رول معرفی کند.

## زندگی شخصی

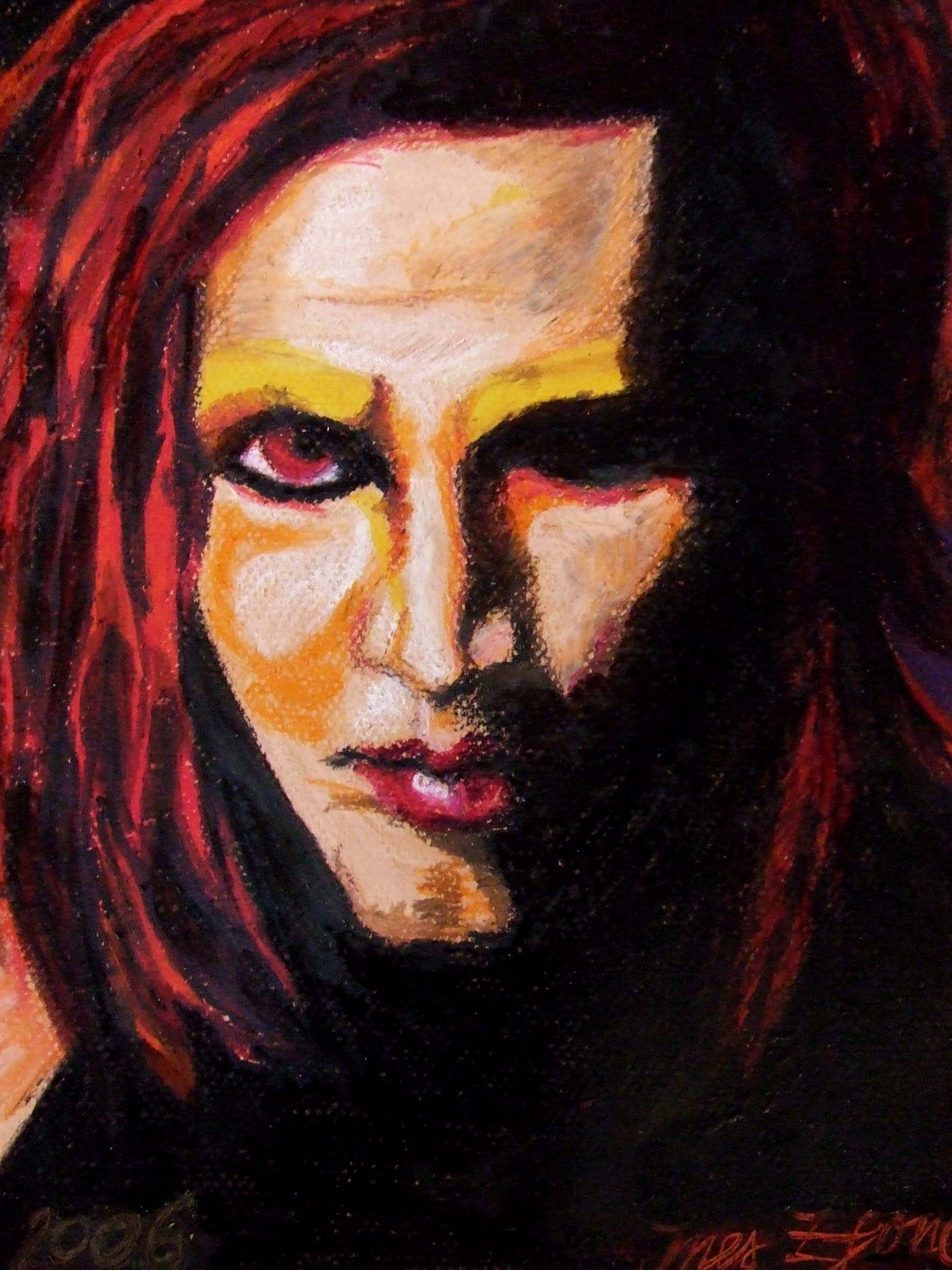
نگاره‌ای از منسون

منسون و رز مک‌گاون، بازیگری که در نماهنگ کما وایت در کنار منسون بازی می‌کرد، از فوریه ۱۹۹۹ تا سال ۲۰۰۱ نامزد یکدیگر بودند. مک‌گاون دلیل جدایی خود از منسون را «تفاوت در سبک زندگی» توصیف کرد. منسون و مک‌گاون از سال ۱۹۹۸ با یکدیگر رابطه داشتند.
منسون و دیتا ون تیز، رقاص و مدل، برای اولین بار در سال ۲۰۰۱ یکدیگر را ملاقات کردند. در سال ۲۰۰۴ منسون به ون تیز پیشنهاد ازدواج داد و آن‌ها در نهایت در دسامبر ۲۰۰۵ با یکدیگر ازدواج کردند. مراسم ازدواج آن‌ها در ایرلند و در قلعه گرتین، خانهٔ دوست مشترک آن‌ها، گاتفرید هلن‌واین برگزار شد. کارگردان شیلیایی، آلخاندرو خودوروفسکی، در یک مراسم غیرمذهبی آن‌ها را به عقد یکدیگر درآورد. افرادی همچون کیانو ریوز، لیسا مری پرسلی و شارون و آزی آزبورن هم در این مراسم حضور داشتند. ون تیز در دسامبر ۲۰۰۶ به علت چیزی که خود «تفاوت‌های حل‌ناشدنی» می‌خواند درخواست طلاق داد. آن‌ها در دسامبر ۲۰۰۷ رسماً از یکدیگر جدا شدند.
منسون پس از جدایی از ون تیز رابطه‌ای را با ایوان ریچل وود — که در آن زمان ۱۹ سال سن داشت — شروع کرد اما این رابطه نیز در سال ۲۰۱۰ پایان یافت. در فوریه ۲۰۲۱ ریچل وود در صفحهٔ اینستاگرام خود مریلین منسون را به آزار جنسی متهم کرد. منسون سخنان وی را تکذیب کرد و گفت: «کسانی که در زندگی من بوده‌اند با میل شخصی بوده و هیچ اجباری در دوستی نبوده است.»

## آلبوم‌ها

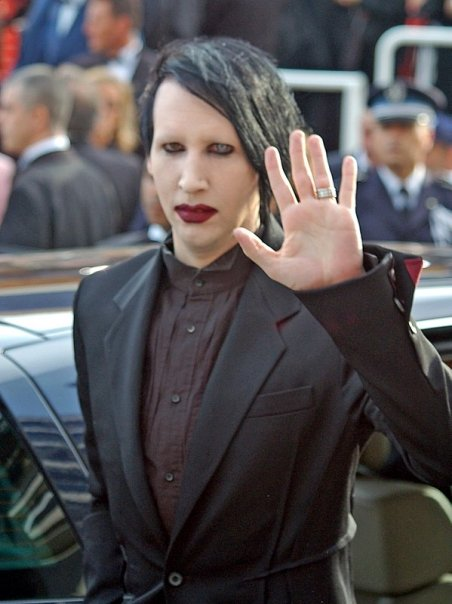
مریلین منسون در فستیوال فیلم کن

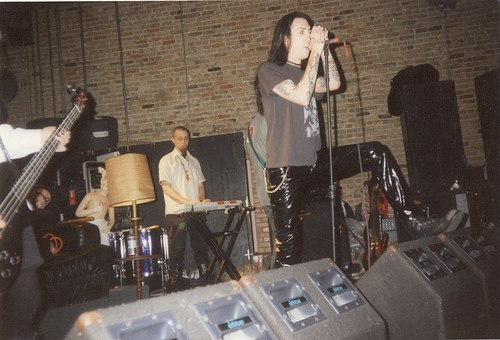
مرلین منسون: تورهای مستقل در آوریل ۱۹۹۰

- تصویر یک خانواده آمریکایی (۱۹۹۴)
- ابرستاره ضدمسیح (۱۹۹۶)
- حیوانات مکانیکی (۱۹۹۸)
- جنگل مقدس (۲۰۰۰)
- شیطان را بران (۲۰۰۲)
- عصر طلایی تناقض (۲۰۰۳)
- مرا بخور، مرا بنوش (۲۰۰۷)
- هدف والای پستی (۲۰۰۹)
- بدذات مادرزاد (۲۰۱۲)
- امپراتور رنگ‌پریده (۲۰۱۵)
- بهشت وارونه (۲۰۱۷)
- ما آشوب هستیم (۲۰۲۰)
- یک قتل تحت خدا – بخش ۱ (۲۰۲۴)

## برابرها
1. ↑  Hugh Angus Warner
2. ↑  Barbara Wyer